# Bundesstraße 178
Pour les articles homonymes, voir Route 178.
La Bundesstraße 178 est une Bundesstraße, une voie rapide du Land de Saxe. Elle part de Zittau vers le tripoint Allemagne-Pologne-République tchèque. En plein développement, elle relie le réseau autoroutier allemand aux routes des régions d'Ústí et de Liberec et de la voïvodie de Basse-Silésie.

## Histoire
L'extension de la "grande route militaire et de campagne" a lieu en 1826-1827. Le numéro 178 est attribué dans la seconde phase de la numérotation vers 1937.
Dès 1939, l'expansion de sections individuelles dans l'autoroute des Sudètes Görlitz-Zittau-Reichenberg-Eger commence. Entre Zittau et Liberec en Bohême, des tronçons individuels de cet itinéraire sont intégrés au réseau routier. Après la fin de la Seconde Guerre mondiale, les travaux de construction en Tchécoslovaquie sont interrompus. Ce n’est qu’après la réunification de l’Allemagne que l’on envisage de commencer la construction des autoroutes fédérales 17 (Bautzen-Zittau) et 18 (Cottbus-Görlitz-Zittau). En raison des nouvelles frontières de l'État après 1945 et également pour des raisons de coût, ces plans sont rejetés. La Bundesstraße 178 doit donc être redessinée en remplacement. Lors de la cérémonie d’élargissement de l'Union européenne, le 1er mai 2004, dans le triangle frontalier de Zittau, les chefs d’État allemand, tchèque et polonais font un sondage symbolique sur la future route germano-polonaise-tchèque.

## Planification (B 178n) et construction
Le plan fédéral actuel concernant les infrastructures de transport de 2003 stipule que la Bundesstraße 178 sera entièrement reconstruite en tant que route B 178n et connectée au réseau routier polonais et tchèque. À l'origine, l'achèvement est prévu pour 2008. L'ancienne B 178 est ensuite déclassée en Kreisstraße 8610 (K8610) et la B 178n est renommée B 178. La nouveau tracé passera au nord de Weissenberg au niveau de la connexion à la Bundesautobahn 4 via Löbau et Zittau, au sud-est, jusqu’à l’autoroute tchèque D35 pour Liberec (Liberec) et D10 pour Prague.
Les contournements de Löbau et de Zittau sont achevés. Le 23 octobre 2008, le tronçon Löbau-Nostitz de 6,3 km est libéré en tant que route à quatre voies et le 22 novembre 2010, le tronçon Löbau-Obercunnersdorf de 5,9 km en tant que système 2 + 1 pour la circulation. Le tronçon Obercunnersdorf-Niederoderwitz de 10,2 km est ouvert à la circulation le 20 décembre 2013.
Sur les 42,5 km du projet global, 31,5 km sont désormais praticables, dont 10,4 km à quatre voies. La section longue de 0,9 km reliant Zittau (B 99) à la Neisse, qui ouvre en  juin 2013, est également complète, après la construction du pont frontalier par la partie polonaise.

## Panneaux touristiques
Le long de la partie à quatre voies B 178, on pose en novembre 2010 des panneaux d'information touristique (de) pour la maison Schminke par Hans Scharoun et la tour du roi Frédéric-Auguste.

## Source
- (de) Cet article est partiellement ou en totalité issu de l’article de Wikipédia en allemand intitulé « Bundesstraße 178 » (voir la liste des auteurs).